# Біла-Краковська
Біла-Краковська (пол. Biała Krakowska; до 1926 року Біла пол. Biała, нім. Biala, чеськ. Bělá) — історичний район міста Бельсько-Бяла, східна частина міста, розташована біля впадіння річок Нівка і Біла.

## Історія

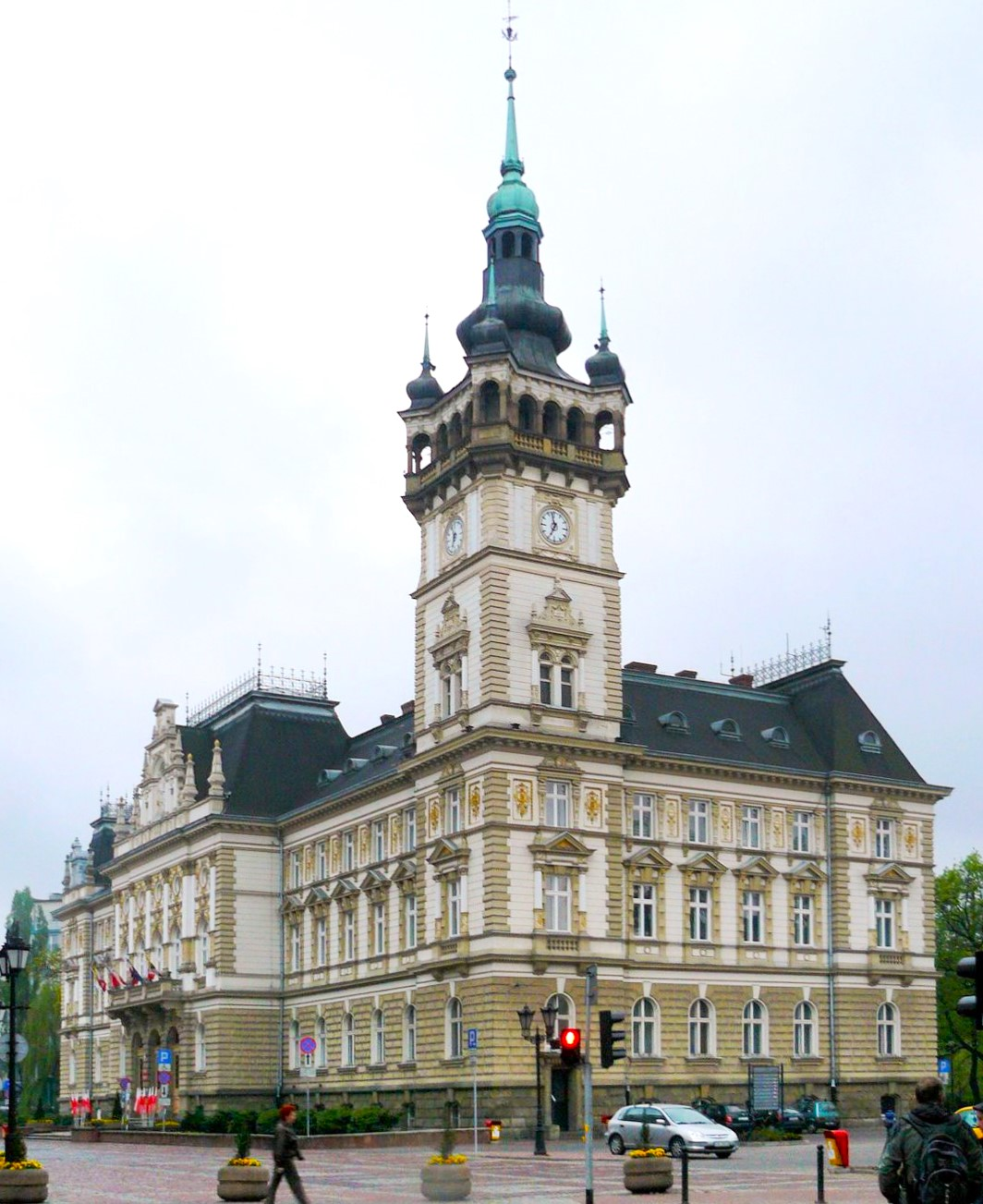
Ратуша

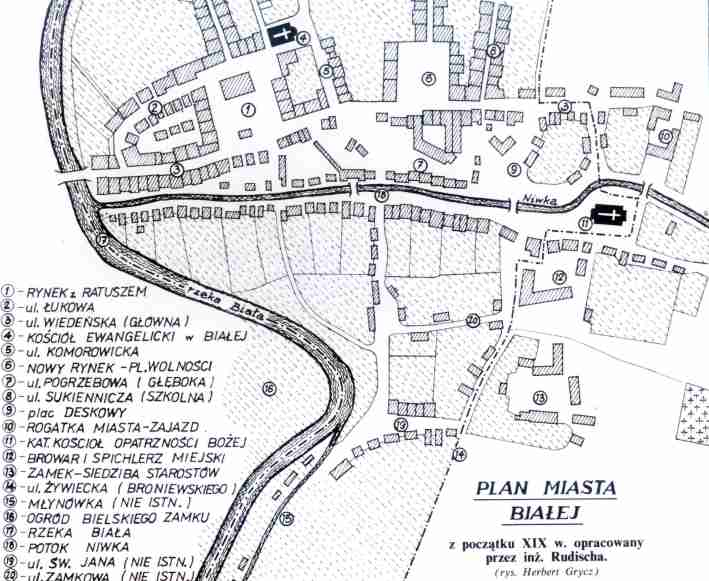
Мапа міста Біла XIX ст.

Герб міста

Поселення Біла було засновано в другій половині XVI ст. поблизу поселення Липник. У 1613 році Біла стала окремою сільською громадою. У 1701 році створено аптеку "Під Білим орлом", яка стала однією з найстаріших аптечних закладів у Малопольському воєводстві. 9 січня 1723 на прохання старости Якуба Рибинського, король Август II Сильний надав Білій муніципальні права міста. У 1757 році Августом III надано "великий міський привілей", на основі якої були засновані ремісничі гільдії. У 1765 році набув чинності закон "de non tolerandis Judaeis", внаслідок чого євреї з Білої та також усього Липницького повіту були вигнані. Однак, заборона не поширювалася на королівських сервіторів і володіючих окремими привілеями великих банкірів, лікарів тощо. Також вона не стосувалась маєтків міської шляхти, так званих юридик та резиденцій магнатів (як світських, так і духовенства). У 1771 році Микола Валевський боронив місто від російської наступу, але у квітні 1772 року Біла була завойована і пограбована росіянами. У 1772 р. Біла була включена до складу королівства Галичини та Володимирії — нову провінцію династії Габсбургів. У 1772-1785 роках відбувалося будівництво "цісарської дороги", яка з'єднала Відень зі Львовом.
У 1820-1850 роках Біла була виключена з Королівства Галичини та Володимирії та увійшла до складу Німецької конфедерації. У 1869 році після впровадження в Галицькій автономії польської мови, стався національний польсько-німецький конфлікт. У 1870 році створена єврейська громада "Lipnik-Biała". У 1873 році створюється польська читальня. У 1888 році почалося будівництво залізничної лінії Бельсько-Біла — Кальварія. 1889-1910 - німецький міський уряд вирішує розширити освітянську систему з введенням німецької мови як офіційної.
Під час Першої світової війни у зв'язку з російським наступом, більшість галицьких центральних установ у Львові були евакуйовані до Біли. 1 листопада 1918 польська армія зайняла місто, а 13 листопада місто офіційно переходить до польської влади. 3 грудня 1920 р. Більський повіт став частиною Краківського воєводства, до якого було включено також Липник (1925). На наступний рік Біла отримує назву Біла-Краківська. У 1927 році в місті з'являється автобусний рух.
Після німецької окупації Польщі, 8 вересня 1939 року Біла-Краківська була включена до Сілезької провінції у складі територій Третього рейху, а з 26 вересня місто стало відділенням рейхсгау  «Біліц-Ост» (нім. Bielitz-Ost). 8-10 лютого 1945 р. Біла-Краківська була звільнена радянськими військами 1-ю армією під командуванням генерала А. Гречка та 38-ю армією під командуванням генерала К. Москаленка. 13 лютого 1945 року в Біло-Краківську прибув польський уряд з Кракова та з частини Бельсько на чолі з Богуславом Хожнацьким. Водночас радянським урядом були створені табори НКВС, до яких відправлялися більські німці та поляки Армії Крайової. 27 липня 1946 р. почалася депортація німецького населення. Тим не менш, багато німців втекли з міста ще на початку радянської окупації. В цьому ж році всі промислові об'єкти були націоналізовані.
1 січня 1951 року Біла-Краківська була об'єднана з Бєльсько в одне місто Бельсько-Бяла. Найважливішими подіями післявоєнної історії є створення житлових масивів: Грюнвальдського та Шрудмесєйського.